# Hei tiki

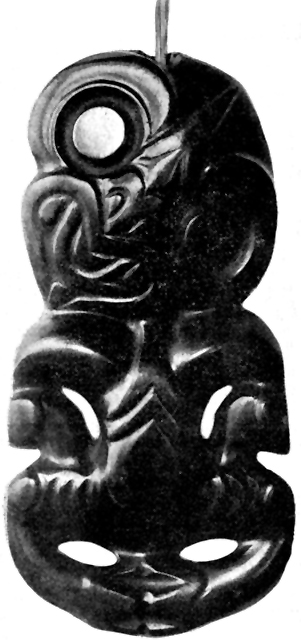
Hei tiki.

Un hei tiki es una figurilla maorí con forma de feto humano o humanoide que normalmente solo llevan las mujeres, a modo de colgante, como poderoso talismán mágico de fertilidad. La magia de un hei tiki se va incrementando a medida que pasa de una generación a otra y, en especial, si ha pertenecido a alguien de prestigio.
Para algunos, el hei tiki sirve de protección contra los vengativos espíritus de los niños nacidos muertos mientras que otros sostienen que no es más que una representación de Tiki, dios polinesio creador de la vida.
Los hei tikis suelen estar tallados en pounamu y son muy codiciados por coleccionistas occidentales. Actualmente también se pueden realizar en hueso con incrustaciones de Haliotis Iris en los ojos.